# Elliott Seabrooke
Elliott Seabrooke (* 31. Mai 1886 in Upton Park, Essex (heute zum London Borough of Newham); † 6. März 1950 in London) war ein englischer Landschafts- und Stilllebenmaler.

## Leben

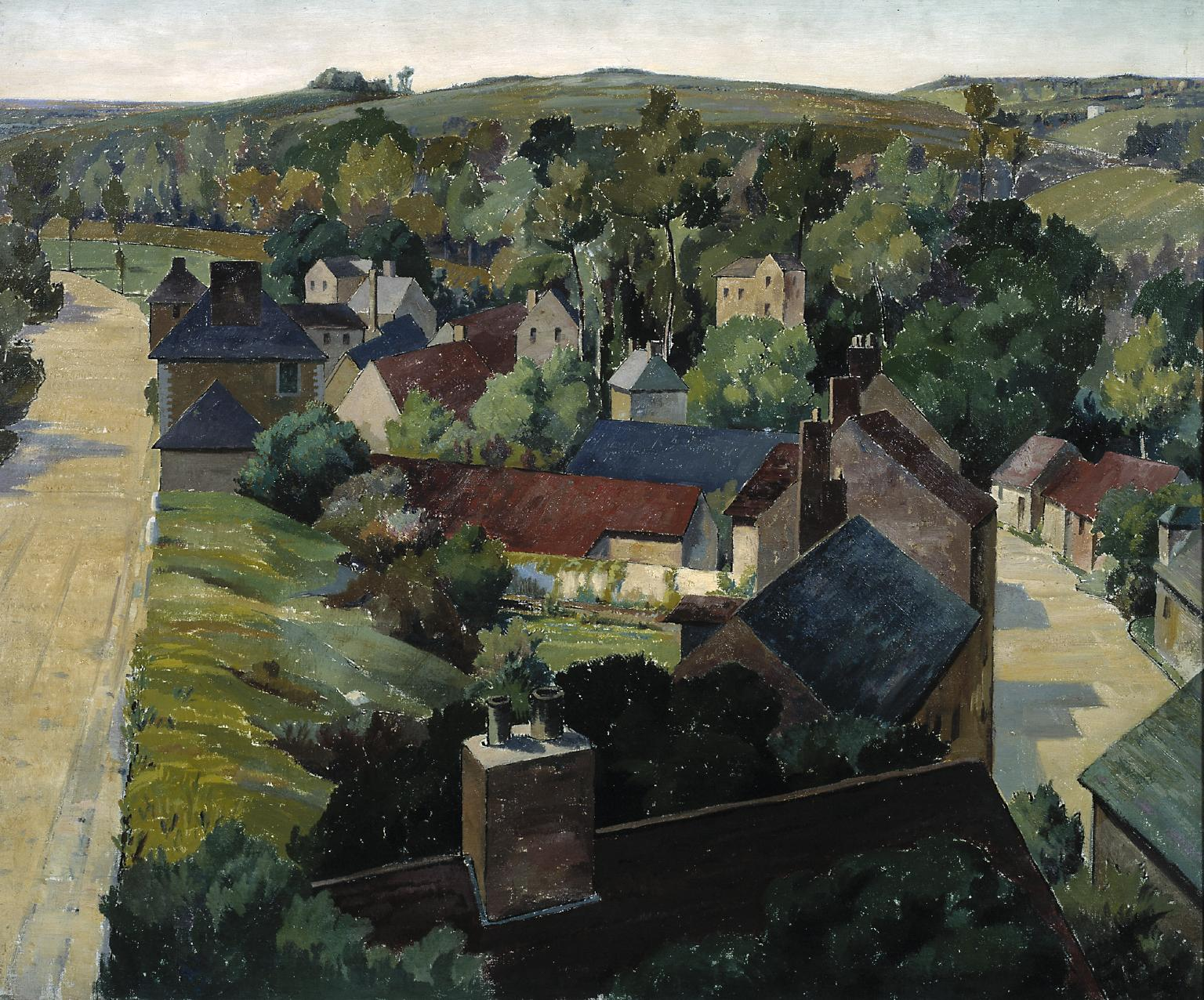
Near Pourville (1920)

Seabrooke studierte von 1906 bis 1911 an der Slade School of Fine Art, malte vorwiegend im Epping Forest und im Lake District, später auch immer wieder in Holland, Frankreich und Italien. Im Februar 1912 waren Werke von ihm in der Carfax Gallery ausgestellt, die 1899 von William Rothenstein und dem Gastronomen und Autor John Rowland Fothergill (1876–1957) gegründet wurde. Während des Ersten Weltkriegs diente er beim British Red Cross und als Official War Artist für das Imperial War Museum an der italienischen Front. Von 1909 bis 1920 beteiligte er sich auch an den Ausstellungen des New English Art Club. 1920 wurde er Mitglied in der London Group, deren Präsident er von 1943 bis 1948 und zuletzt von 1949 bis 1950 Vizepräsident war.
Werke von ihm befinden sich in den Sammlungen des Imperial War Museum, der Art Gallery Dublin und im Bestand der University of Leeds. Nach seinem Tod gab es 1951 eine Gedächtnisausstellung in den Leicester Galleries und 1955 in der Londoner Matthiesen Gallery.

## Werke (Auswahl)
- The bombardement of Gorizia 1917. In: Imperial War Museum (Hrsg.): War pictures. Walter Judd Ltd., London 1919, S. 10 (Textarchiv – Internet Archive).
- Elliott Seabrooke: Recording Britain. Band 1. Oxford University Press, London 1946, S. 158–163 (Textarchiv – Internet Archive – 3 Beiträge mit Bildern St. Bartholomew’s, Fingest, St. Lawrence’s, West Wycombe, Dashwood Mausoleum, West Wycombe).